# Метафора о разбитом окне
Метафора о разбитом окне (фр. sophisme de la vitre cassée, иногда переводится как «притча о разбитом окне») — метафора, приведённая экономистом Фредериком Бастиа в его эссе Ce qu’on voit et ce qu’on ne voit pas («О том, что видно, и о том, чего не видно») 1850 года. По мнению Генри Хэзлитта, эта метафора иллюстрирует одно из распространённых заблуждений об экономике, а именно — что любая катастрофа может способствовать экономическому развитию.

## Суть метафоры
Мальчик выбил стекло в пекарне и убежал. Пекарь пытается оценить потери и определяет, что новое стекло будет стоить ему 3000 условных денежных единиц. Но кто-то в толпе отмечает, что, вообще говоря, не всё так плохо, поскольку эти средства создадут прибыль для стекольщика. Стекольщик же, в свою очередь, потратит полученные деньги, оживляя таким образом местную экономику.
Но ошибка заключается в том, что здесь не учтено то, что пекарь должен потратить собственные средства на восстановление окна. Поэтому прибыль недополучат другие потенциальные продавцы товаров для пекаря. Как следствие, разбитое окно в сумме не обогащает экономику, а, наоборот, наносит вред стоимостью не менее одного окна.

## Интерпретация
Представители кейнсианской школы считают, что в некоторых случаях мальчик на самом деле может приносить пользу, хотя и не лучшим образом. Столкнувшись с недоиспользованием ресурсов (например, во время Великой депрессии), Джон Мейнард Кейнс считал, что, возможно, есть смысл в том, чтобы строить абсолютно бесполезные пирамиды для стимулирования экономики, увеличивать совокупный спрос и способствовать тем самым полной занятости.
Австрийские экономисты, как и сам Бастиа, интерпретируют метафору другим способом. Допустим, будет выяснено, что мальчик на самом деле нанят стекольщиком и получает 10 условных денежных единиц за каждое разбитое окно. Внезапно оказывается, что действия мальчика являются кражей: стекольщик заставляет, разбивая окна, людей обращаться к нему за услугами. То есть стекольщик получает выгоду за счёт других. Бастиа показал, что люди обычно поддерживают действия, морально равнозначные найму стекольщиком мальчика, чтобы тот разбивал для него окна.

## Применение
Представители Австрийской школы и либерализма считают, что «недостаток разбитого окна» очень распространён в массовом сознании. К примерам они относят:

### Война
Некоторые считают, что война является положительным фактором, поскольку, как показывает история, войны часто помогали концентрировать ресурсы и способствовали развитию технологий в других отраслях. Рост производства и занятости во время войны является для многих основанием считать, что «война полезна для экономики». Однако при этом увеличивается доля производства «бесполезных» и ненужных вещей. А значит, бесполезно уничтожаются ресурсы и уменьшается совокупное предложение товаров и услуг.

### Группы особых интересов
Бастиа, Хэзлитт и другие сравнивали стекольщика с группами защиты особых интересов, а мальчика — с правительством. Группы защиты особых интересов требуют деньги от правительства (в виде субсидий, грантов и так далее), а правительство взимает деньги с налогоплательщиков. Получатели помощи обычно остаются довольны, потому многими считается, что действия правительства приносят пользу всем. Но люди не замечают скрытых расходов: налогоплательщики становятся беднее именно на эту сумму. Налогоплательщикам придётся отказаться от еды, одежды и других вещей, которые они могли бы приобрести, — однако поскольку не существует возможности точно подсчитать «некупленное», то это скрытая цена, что иногда называется ценой упущенных возможностей. Бастиа рассматривал этот случай в эссе «Что видно …». Поскольку цена скрыта, складывается впечатление, что помощь отдельным группам ничего не стоит. Хэзлитт заключает принцип словами «всё, что мы получаем, за исключением даров природы, должно быть оплачено». Роберт Хайнлайн придумал и распространил акроним «TANSTAAFL» (бесплатных завтраков не существует, от англ. There Ain’t No Such Thing As A Free Lunch) для обозначения этого принципа.
Распространёнными примерами аргументов некоторых групп защиты особых интересов, подпадающих под метафору о разбитом окне, могут быть:
- Аргументы в пользу общественных работ как способа снижения уровня безработицы.
- Аргументы в пользу увеличения работников в правительстве и бюджетной сфере как способ создания рабочих мест.
- Аргументы в пользу протекционизма, внедрение специальных тарифов, субсидий, и/или других регуляторных мер с целью защиты местной промышленности.
- Субсидирование творчества, театров и так далее с целью создания рабочих мест для актёров, поскольку когда люди посещают театры или концерты, то они также ходят и в рестораны и так далее, чем оживляют экономику.

### Терроризм
Экономист Вальтер Уильямс и обозреватели Джона Гольдберг и Роберт Трацински обвинили экономиста Пола Кругмана в ошибочном использовании метафоры вскоре после атак 11 сентября. Кругман написал, что стоимость разрушенных зданий сравнительно велика в масштабе всей страны, а их восстановление, по его мнению, может оживить экономику.